# Christian I của Đan Mạch
Christian I (tháng 02 năm 1426 - 21 tháng 05 năm 1481) là một vị quân chủ của Scandinavia thuộc Liên minh Kalmar. Ông là vua của Đan Mạch (1448–1481), Na Uy (1450–1481) và Thụy Điển (1457–1464). Từ năm 1460 đến năm 1481, ông cũng là Công tước xứ Schleswig (bên trong Đan Mạch) và bá tước (sau năm 1474, là công tước) của Holstein (bên trong Đế chế La Mã Thần thánh). Ông là vị vua đầu tiên của Nhà Oldenburg.
Trong khoảng trống quyền lực nảy sinh sau cái chết của Vua Christopher xứ Bayern (1416–1448) mà không có người thừa kế trực tiếp, Thụy Điển đã bầu Charles VIII của Thụy Điển (1408–1470) làm vua với ý định thiết lập lại liên minh dưới thời vua Thụy Điển. Charles được bầu làm vua Na Uy vào năm sau. Tuy nhiên, Bá tước xứ Holstein đã khiến Hội đồng Cơ mật Đan Mạch bổ nhiệm Christian làm vua của Đan Mạch. Sau đó của ông lên ngai vàng của Na Uy (năm 1450) và Thụy Điển (năm 1457), đã khôi phục lại sự thống nhất của Liên minh Kalmar trong một thời gian ngắn. Năm 1463, Thụy Điển ly khai khỏi liên minh và nỗ lực của Christian trong một cuộc tái thẩm tra khiến ông bị nhiếp chính Thụy Điển Sten Sture the Elder đánh bại trong trận Brunkeberg năm 1471.
Năm 1460, sau cái chết của chú mình, Công tước Adolphus của Schleswig, Bá tước Holstein, Christian cũng trở thành Công tước của Schleswig và Bá tước Holstein.